# Kıbledağı, Güneysu
Kıbledağı là một xã thuộc huyện Güneysu, tỉnh Rize, Thổ Nhĩ Kỳ. Dân số thời điểm năm 2010 là 1.415 người.